# Combat Mission: Battle for Normandy
Combat Mission: Battle for Normandy (CMBN) là tựa game chiến thuật thời gian thực thuộc dòng Combat Mission do hãng Battlefront.com đồng phát triển và phát hành vào năm 2011. Đây là trò chơi mô phỏng chiến đấu ở cấp trung đội và đại đội trong Thế chiến II qua Trận Normandy. Về cơ bản là game mô phỏng một số lực lượng quân đội Mỹ và Đức điển hình đang sử dụng vào thời điểm đó. Các mô đun mở rộng (mô tả dưới đây) cũng có sẵn, cung cấp thêm quốc gia, địa điểm và khung thời gian.

## Tính năng
Các phe phái trong game đại diện cho quân đội và khí tài tiêu biểu của quân đội Mỹ, binh chủng nhảy dù Mỹ và quân đội Đức trong Trận Normandy sau cuộc xâm lược ban đầu vào giai đoạn từ ngày 6 tháng 6 năm 1944 đến ngày 1 tháng 9 năm 1944. Các toán lính cá nhân, xe cộ và vũ khí được miêu tả, đang phấn đấu vì một mức độ cao của Chủ nghĩa hiện thực trong hành vi quân đội và các hiệu ứng vũ khí. Có một mô tả chi tiết về các tính năng phổ biến cho tất cả các phiên bản của dòng Combat Mission ở đây. Dưới đây là tóm tắt ngắn gọn các tính năng, từ trang web của nhà phát triển:

### Lối chơi
- Chế độ chơi dưới dạng RealTime (có thể dừng game lại) hoặc WeGo (theo lượt, thực hiện lượt đi cùng một lúc)
- Chế độ hai người chơi với thời gian thực qua TCP/IP (LAN, Internet), WeGo với PBEM (Play by Email) hoặc Hotseat
- Các chiến dịch dựa theo cốt truyện, các trận đánh độc lập (không thuộc chiến dịch), mục QuickBattle, và công cụ chỉnh sửa Editor đầy đủ tính năng của đảm bảo khả năng phát lại không giới hạn
- Các tù chọn theo kiểu chơi Đồng Minh vs. Phe Trục, Đồng Minh vs. Đồng Minh và Phe Trục vs. Phe Trục

### Tạo màn
- Công cụ tạo màn trong game Game and Map Editor đầy đủ tính năng giúp người chơi tạo ra các trận đánh và bản đồ của riêng mình - thậm chí là các chiến dịch - hoặc chỉnh sửa các trận đánh và bản đồ hiện có
- Giao diện mới có tính phân cấp giúp đưa ra sự lựa chọn một cách trực quan các loại phương tiện, trang bị, và các tùy chọn khác cho số màn chơi kịch bản
- Các mục tiêu nhiệm vụ độc đáo và đa dạng cho mỗi phe, bao gồm một số loại mục tiêu (ví dụ như các khu vực thoát ra, đơn vị và các mục tiêu dựa trên địa hình) có thể ẩn hiện dễ dàng
- Kịch bản cải tiến gọi là Improved Scenario cung cấp chỉ dẫn về định dạng, bao gồm tiểu mục mới Designer Notes
- Tùy chọn giảm số lượng nhân viên tên gọi "Reduced headcount" mô phỏng đội hình triệt binh trước đây

### Trận đánh nhanh
- Thiết kế lại tính năng Quick Battle Generator bao gồm khả năng "purchase" (mua sắm) và "cherry pick" (chọn lựa) các đơn vị cá nhân (giao diện tương tự như trong Editor)
- Hệ thống mới độc đáo gọi là Rarity cho phép người chơi gộp các đơn vị hiếm mà không làm suy giảm khả năng sở hữu một lực lượng chiến đấu khả thi
- Người chơi có thể xem bản đồ trước khi chơi
- Bản đồ có thể được chọn bằng tay hoặc ngẫu nhiên

### Đơn vị quân
- Nghiên cứu tỉ mỉ TO&E mà người chơi có thể tùy chỉnh thoải mái
- Mô tả và mô phỏng toàn diện các binh chủng của quân đội Mỹ, gồm Bộ binh, Bộ binh cơ giới, Nhảy dù, Thiết giáp, và nhiều hơn nữa
- Thêm nhiều lực lượng (Heer) quân đội Đức, gồm Panzergrenadier, Pioniers, Füsiliers, Sturmgeschütz, Panzer, và nhiều hơn nữa
- Hàng chục loại khí tài chi tiết của quân đội Mỹ và Đức bao gồm xe tăng, halftrack, pháo tự hành, xe tải, và nhiều hơn nữa
- Hàng chục loại vũ khí chi tiết của quân đội Mỹ và Đức, từ vũ khí nhỏ như súng trường M1 Garand hay súng ngắn liên thanh MP40, cho tới những loại vũ khí hạng nặng có sức công phá lớn như súng cối và AT Guns.

## Game Engine
CMBN là thế hệ tiếp theo của phiên bản đầu tiên Combat Mission: Beyond Overlord được phát hành vào năm 2000. Các bản trước đây được gọi là dòng "cổ điển", và sử dụng một game engine cốt lõi được gọi là "CMx1". CMBN là bản đầu tiên sử dụng game engine thế hệ thứ hai "CMx2" để khắc họa cảnh chiến đấu đậm chất Thế chiến II.
Vào tháng 12 năm 2012, sau khi vá sang phiên bản 1.11, một bản 2.0 của Combat Mission: Battle for Normandy đã được phát hành. Bản này đã được quảng cáo là một bản "cập nhật", có thể tải xuống, như một mặt hàng tốt lành, hoặc cả hai, với giá 10 USD (tính thêm phí vận chuyển) và chỉ có bán trực tiếp. Giá bán lẻ của bản game chính đã giảm xuống 10 USD cùng một lúc.
Phiên bản 2.0 bao gồm một số tính năng được tìm thấy trong lần phát hành Combat Mission: Fortress Italy gồm những tinh chỉnh AI và UI trong lối chơi và các chế độ tạo màn chơi phần kịch bản. Phiên bản cập nhật 3.0 cung cấp những tinh chỉnh và cải tiến bổ sung, như được tìm thấy trong tựa game Combat Mission: Red Thunder.

## Mô đun mở rộng

### Commonwealth Forces
Bản phát hành tựa game gốc gồm các đơn vị quân đội của Mỹ và Đức. Mô-đun bổ sung đầu tiên, Commonwealth Forces, được phát hành vào tháng 3 năm 2012. Mô-đun này bổ sung thêm lực lượng của quân đội Anh, Canada, và Ba Lan cho các đơn vị có sẵn bên quân Đồng Minh. Một số đơn vị thành lập mới của Đức cũng được thêm vào, chẳng hạn như Waffen SS và Sư đoàn Dã chiến Luftwaffe. Các mô-đun bổ sung này đều cần phải cài bản chính mới chơi được. Mô-đun Commonwealth Forces có thể được sử dụng chung với phiên bản 1.0 hoặc 2.0 của bản chính.

### Market Garden
Market Garden là mô-đun bổ sung thứ hai được phát hành vào tháng 10 năm 2013. Như đã mô tả ở trang web, "Combat Mission: Market Garden mô tả cú đánh tràn qua Hà Lan vào tháng 9 năm 1944 của Nguyên soái quân Đồng Minh Bernard Montgomery trong một canh bạc táo bạo nhằm vượt sông Rhine và tiến vào khu trung tâm nước Đức. Điều động liên quân Mỹ, Anh và Ba Lan, Chiến dịch Market Garden được dự tính là một cuộc tiến công chớp nhoáng sẽ kết thúc chiến tranh trong năm đó." Một số loại địa hình mới, chẳng hạn như các cây cầu lớn, công trình mới và các bản đồ lớn hơn đã được bổ sung, thêm vào các loại khí tài và đội hình quân mới. Mô-đun Market Garden cần phải có phiên bản 2 của bản game gốc. Nó không yêu cầu mô-đun Commonwealth Forces.

## Đón nhận
Nhìn chung có vẻ như game được sự tiếp nhận khá tốt. Lần đầu tiên trong số các trang đánh giá trực tuyến chính thống, NZGamer, đã chấm cho game này với số điểm 9/10.

## Lịch sử phiên bản
- Thông báo tên game: Thứ Năm ngày 23 tháng 12 năm 2010
- Diễn đàn chính thức mở cửa: Thứ Năm ngày 23 tháng 12 năm 2010
- Phát hành Demo: Thứ Tư ngày 11 tháng 5 năm 2011
- Phát hành Phiên bản tải xuống của game: Thứ Ba ngày 17 tháng 5 năm 2011
- Phát hành mô-đun Commonwealth Forces: Thứ Hai ngày 5 tháng 3 năm 2012
- Phát hành Demo Updated V1.01: Thứ Hai ngày 19 tháng 3 năm 2012
- Phát hành Patch V1.10: Thứ Tư ngày 21 tháng 3 năm 2012
- Phát hành Patch V1.11: Thứ Sáu ngày 7 tháng 12 năm 2012
- Phát hành Upgrade V2.0: Thứ Tư ngày 12 tháng 12 năm 2012
- Phát hành Patch V2.01: Thứ Sáu ngày 15 tháng 2 năm 2013
- Phát hành mô-đun Market Garden: Thứ Sáu ngày 11 tháng 10 năm 2013
- Phát hành Patch V2.12: Thứ Ba ngày 26 tháng 11 năm 2013[6]
- Phát hành Upgrade V3.0: Chủ Nhật ngày 10 tháng 8 năm 2014
- Phát hành Vehicle Pack: Thứ Sáu ngày 24 tháng 10 năm 2014
- Phát hành Patch V3.11: Thứ Ba ngày 18 tháng 11 năm 2014

## Giải thưởng
- Strategy Game of the Year 2011 (Eurogamer.dk)[7]
- Best PC Wargame of 2011 – Gold Community Award, The Wargamer[8]

## Demo
Theo như truyền thống với những bản Combat Mission trước đây, demo CM:BN đã được cho phép tải miễn phí vào ngày 11 tháng 5 năm 2011, với hai kịch bản chơi được và một màn nhiệm vụ hướng dẫn, cũng như thêm vào công cụ tạo màn chơi kịch bản.